# Fumetti di Iron Man anni '60
Elenco dei fumetti incentrati sul personaggio di Iron Man pubblicati negli anni '60 dalla Marvel Comics.
In Italia sono stati pubblicati per la prima volta dalla casa editrice Editoriale Corno tra il 1971 e il 1974 all'interno della serie L'Incredibile Devil. L'albo autoconclusivo Iron Man and Sub Mariner del 1968, che fa da raccordo tra l'antologico Tales of Suspense e la serie Iron Man, è stato pubblicato per la prima volta dalla Panini Comics nel 2011.

## Storia editoriale
Iron Man debuttò nel dicembre del 1962 all'interno del numero 39 della serie antologica Tales of Suspense della quale divenne un personaggio fisso e protagonista delle illustrazioni di copertina. A partire dal numero 53 il suo nome venne inglobato nel titolo di testa della copertina diventando "Tales Of Suspense featuring the power of Iron Man" per poi cambiare in "Tales Of Suspense featuring Iron Man and Captain America" a causa del debutto delle storie di Capitan America nel numero 59; da quest'ultimo albo i due eroi condivisero anche le copertine fino al numero 69 mentre da quello successivo si alternarono come soggetti principali fino alla conclusione della serie nel novembre 1967.
Dopo un albo autoconclusivo pubblicato a gennaio, Iron Man and Sub Mariner, nel febbraio del 1968 il personaggio divenne protagonista della sua prima serie eponima. Iron Man fu uno dei diversi personaggi a cui la Marvel diede una serie completamente dedicata in quell'anno.
Inizialmente Stan Lee delegò ad altri il compito di scrivere le storie del personaggio, ma successivamente riprese il ruolo di scrittore ritenendo che la qualità proposta non fosse all'altezza.I primi anni furono influenzati dal clima della Guerra Fredda con vicende in cui Iron Man rappresentava allegoricamente gli Stati Uniti; la stessa rubrica delle lettere al direttore in diversi albi fu caratterizzata dal dibattito politico. Con il tempo però questo aspetto venne ridimensionato, in linea con una maggiore apoliticità generale voluta dalla casa editrice. Lee spostò le storie verso lo spionaggio e criminalità interna coinvolgendo lo S.H.I.E.L.D.. Sul fronte dei nemici, riprese anche quelli di altri personaggi, evitando i principali avversari comunisti di Iron Man e riscrivendone alcuni dando loro motivazioni che fossero indipendenti dalla loro appartenenza politica.
Dopo un primo tempo in cui si alternò con Jack Kirby e Steve Dikto, Don Heck fu il principale disegnatore del personaggio fino all'ottobre 1965 quando Gene Colan lo sostituì. Colan disegnò le storie di Iron Man sull'antologico fino alla chiusura, poi realizzò la storia contenuta nell'albo speciale condiviso con Namor e infine il primo albo della serie eponima. Ditko modificò l'armatura dorata in una nuova versione con una combinazione di colori rosso-oro che divenne caratteristica del personaggio mentre Colan apportò uno stile espressionista alle storie.
Il team creativo della nuova serie fu composto da Archie Goodwin, da George Tuska e da Johnny Craig come inchiostratore, che disegnò anche alcuni numeri, a cui subentrò Mike Esposito negli ultimi mesi del 1969. Goodwin reintrodusse lentamente temi politici concentrandosi su temi interni come i conflitti razziali e l'ambientalismo piuttosto che geopolitici.
Di seguito, i personaggi rilevanti introdotti all'interno della serie in questi anni (in ordine di apparizione):
- Ho Yinsen
- Happy Hogan
- Pepper Potts
- Dinamo Cremisi
- Harrington Byrd
- Melter (Bruno Horgan)
- Mandarino
- Spaventapasseri
- Vedova Nera
- Unicorno
- Occhio di Falco
- Morgan Stark
- Titanium Man
- Ultimo
- Madame Masque
- Whiplash
- Controllore

## Pubblicazioni
| Edizione inglese         | Data           | Titolo                                         | Titolo italiano                                           | Sceneggiatura                                                   | Disegni      | Chine                   | Colori        | Copertina                                    | Prima edizione italiana                        | Data italiana              |
| ------------------------ | -------------- | ---------------------------------------------- | --------------------------------------------------------- | --------------------------------------------------------------- | ------------ | ----------------------- | ------------- | -------------------------------------------- | ---------------------------------------------- | -------------------------- |
| Tales of Suspense 39     | Dicembre 1962  | Iron Man is Born                               | Iron Man è nato                                           | Stan Lee (soggetto) e Larry Lieber (sceneggiatura)              | Don Heck     | Don Heck                | Stan Goldberg | Jack Kirby                                   | L'Incredibile Devil 23 (Editoriale Corno)      | Marzo 1971                 |
| Tales of Suspense 40     | Gennaio 1963   | Iron Man versus Gargantus                      | Iron Man contro Gargantus                                 | Stan Lee (soggetto) e Robert Bernstein (sceneggiatura)          | Jack Kirby   | Don Heck                | Stan Goldberg | Jack Kirby                                   | L'Incredibile Devil 24 (Editoriale Corno)      | Marzo 1971                 |
| Tales of Suspense 41     | Febbraio 1963  | The Stronghold of Dr. Strange                  | La fortezza del Dottor Strange!                           | Stan Lee (soggetto) e Robert Bernstein (sceneggiatura)          | Jack Kirby   | Dick Ayers              | Stan Goldberg | Jack Kirby                                   | L'Incredibile Devil 25 (Editoriale Corno)      | Aprile 1971                |
| Tales of Suspense 42     | Marzo 1963     | Trapped by the Red Barbarian                   | Iron Man nella trappola del Barbaro Rosso                 | Stan Lee (soggetto) e Robert Bernstein (sceneggiatura)          | Don Heck     | Don Heck                | n/a           | Jack Kirby                                   | L'Incredibile Devil 26 (Editoriale Corno)      | Aprile 1971                |
| Tales of Suspense 43     | Aprile 1963    | Iron Man vs. Kala, Queen of the Netherworld    | Iron Man contro Kala, la regina del Mondo Sotterraneo!    | Stan Lee (soggetto) e Robert Bernstein (sceneggiatura)          | Jack Kirby   | Don Heck                | n/a           | Jack Kirby                                   | L'Incredibile Devil 26 (Editoriale Corno)      | Aprile 1971                |
| Tales of Suspense 44     | Maggio 1963    | The Mad Pharoah                                | La minaccia del Faraone Pazzo!                            | Stan Lee (soggetto) e Robert Bernstein (sceneggiatura)          | Don Heck     | Don Heck                | n/a           | Jack Kirby                                   | L'Incredibile Devil 27 (Editoriale Corno)      | Maggio 1971                |
| Tales of Suspense 45     | Giugno 1963    | The Icy Fingers of Jack Frost                  | Le dita ghiacciate di Jack Frost!                         | Stan Lee (soggetto) e Robert Bernstein (sceneggiatura)          | Don Heck     | Don Heck                | n/a           | Jack Kirby                                   | L'Incredibile Devil 29 (Editoriale Corno)      | Giugno 1971                |
| Tales of Suspense 46     | Luglio 1963    | Iron Man Faces the Crimson Dynamo              | Iron Man contro la Dinamo Cremisi!                        | Stan Lee (soggetto) e Robert Bernstein (sceneggiatura)          | Don Heck     | Don Heck                | n/a           | Jack Kirby                                   | L'Incredibile Devil 30 (Editoriale Corno)      | Giugno 1971                |
| Tales of Suspense 47     | Agosto 1963    | Iron Man Battles the Melter                    | Iron Man affronta Melter                                  | Stan Lee                                                        | Steve Ditko  | Don Heck                | n/a           | Jack Kirby                                   | L'Incredibile Devil 31 (Editoriale Corno)      | Luglio 1971                |
| Tales of Suspense 48     | Settembre 1963 | The Mysterious Mr. Doll                        | Il misterioso Mister Doll                                 | Stan Lee                                                        | Steve Ditko  | Dick Ayers              | n/a           | Jack Kirby                                   | L'Incredibile Devil 32 (Editoriale Corno)      | Luglio 1971                |
| Tales of Suspense 49     | Ottobre 1963   | The New Iron Man Meets the Angel               | Il nuovo Iron Man incontra Angelo!                        | Stan Lee                                                        | Steve Ditko  | Paul Reinman            | n/a           | Jack Kirby                                   | L'Incredibile Devil 33 (Editoriale Corno)      | Luglio 1971                |
| Tales of Suspense 50     | Novembre 1963  | The Hands of the Mandarin                      | Nelle grinfie del Mandarino!                              | Stan Lee                                                        | Don Heck     | Don Heck                | n/a           | Jack Kirby                                   | L'Incredibile Devil 34 (Editoriale Corno)      | Agosto 1971                |
| Tales of Suspense 51     | Dicembre 1963  | The Sinister Scarecrow!                        | Il sinistro Spaventapasseri                               | Stan Lee                                                        | Don Heck     | Don Heck                | n/a           | Jack Kirby                                   | L'Incredibile Devil 35 (Editoriale Corno)      | Agosto 1971                |
| Tales of Suspense 52     | Gennaio 1964   | The Crimson Dynamo Strikes Again!              | Dynamo colpisce ancora!                                   | Stan Lee (soggetto) e Don Rico (sceneggiatura)                  | Don Heck     | Don Heck                | n/a           | Jack Kirby                                   | L'Incredibile Devil 36 (Editoriale Corno)      | Settembre 1971             |
| Tales of Suspense 53     | Febbraio 1964  | The Black Widow Strikes Again                  | La Vedova Nera colpisce ancora!                           | Stan Lee (soggetto) e Don Rico (sceneggiatura)                  | Don Heck     | Don Heck                | n/a           | Jack Kirby                                   | L'Incredibile Devil 37 (Editoriale Corno)      | Settembre 1971             |
| Tales of Suspense 54     | Marzo 1964     | The Mandarin's Revenge                         | La vendetta del Mandarino!                                | Stan Lee                                                        | Don Heck     | n/a                     | n/a           | Jack Kirby                                   | L'Incredibile Devil 38 (Editoriale Corno)      | Ottobre 1971               |
| Tales of Suspense 55     | Aprile 1964    | No One Escapes the Mandarin!                   | Nessuno sfugge al Mandarino!                              | Stan Lee                                                        | Don Heck     | n/a                     | n/a           | Jack Kirby                                   | L'Incredibile Devil 39 (Editoriale Corno)      | Ottobre 1971               |
| Tales of Suspense 55     | Aprile 1964    | All About Iron Man                             | Tutto su Iron Man                                         | Stan Lee                                                        | Don Heck     | n/a                     | n/a           | Jack Kirby                                   | L'Incredibile Devil 38 (Editoriale Corno)      | Ottobre 1971               |
| Tales of Suspense 56     | Maggio 1964    | The Uncanny Unicorn!                           | L'incredibile Unicorno!                                   | Stan Lee                                                        | Don Heck     | n/a                     | n/a           | Jack Kirby                                   | L'Incredibile Devil 40 (Editoriale Corno)      | Novembre 1971              |
| Tales of Suspense 57     | Giugno 1964    | Hawkeye, the Marksman!                         | Occhio di Falco, l'arciere!                               | Stan Lee                                                        | Don Heck     | Don Heck                |               | Don Heck                                     | L'Incredibile Devil 41 (Editoriale Corno)      | Novembre 1971              |
| Tales of Suspense 58     | Luglio 1964    | In Mortal Combat with Captain America!         | Duello mortale con Capitan America!                       | Stan Lee                                                        | Don Heck     | Dick Ayers              | n/a           | Jack Kirby                                   | L'Incredibile Devil 42 (Editoriale Corno)      | Dicembre 1971              |
| Tales of Suspense 59     | Agosto 1964    | The Black Knight                               | Contro il Cavaliere Nero!                                 | Stan Lee                                                        | Don Heck     | Charles Eber Stone      | n/a           | Jack Kirby                                   | L'Incredibile Devil 43 (Editoriale Corno)      | Dicembre 1971              |
| Tales of Suspense 60     | Settembre 1964 | Suspected of Murder!                           | Sospettato di omicidio!                                   | Stan Lee                                                        | Don Heck     | Dick Ayers              | Stan Goldberg | Jack Kirby                                   | L'Incredibile Devil 44 (Editoriale Corno)      | Dicembre 1971              |
| Tales of Suspense 61     | Ottobre 1964   | The Death of Tony Stark!                       | La morte di Tony Stark!                                   | Stan Lee                                                        | Don Heck     | Dick Ayers              | Stan Goldberg | Jack Kirby                                   | L'Incredibile Devil 45 (Editoriale Corno)      | Gennaio 1972               |
| Tales of Suspense 62     | Novembre 1964  | The Origin of the Mandarin!                    | Le origini del Mandarino!                                 | Stan Lee                                                        | Don Heck     | Dick Ayers              | n/a           | Jack Kirby                                   | L'Incredibile Devil 46 (Editoriale Corno)      | Gennaio 1972               |
| Tales of Suspense 63     | Dicembre 1964  | Somewhere Lurks the Phantom!                   | Da qualche parte si nasconde il Fantasma!                 | Stan Lee                                                        | Don Heck     | Dick Ayers              | Stan Goldberg | Jack Kirby, Don Heck                         | L'Incredibile Devil 47 (Editoriale Corno)      | Febbraio 1972              |
| Tales of Suspense 64     | Gennaio 1965   | Hawkeye and the New Black Widow Strike Again!  | Occhio di Falco e la nuova Vedova Nera colpiscono ancora! | Stan Lee                                                        | Don Heck     | Charles Eber Stone      | Stan Goldberg | Jack Kirby                                   | L'Incredibile Devil 48 (Editoriale Corno)      | Febbraio 1972              |
| Tales of Suspense 65     | Febbraio 1965  | When Titans Clash!                             | Quando si fronteggiano i titani!                          | Stan Lee                                                        | Don Heck     | Mike Esposito           | n/a           | Jack Kirby                                   | L'Incredibile Devil 49 (Editoriale Corno)      | Marzo 1972                 |
| Tales of Suspense 66     | Marzo 1965     | If I Fail, A World Is Lost!                    | Se fallisco, il mondo e' perduto!                         | Stan Lee                                                        | Don Heck     | Mike Esposito           | n/a           | Jack Kirby                                   | L'Incredibile Devil 51 (Editoriale Corno)      | Aprile 1972                |
| Tales of Suspense 67     | Aprile 1965    | Where Walk the Villains!                       | Dove camminano i criminali!                               | Stan Lee                                                        | Don Heck     | Mike Esposito           | n/a           | Jack Kirby                                   | L'Incredibile Devil 52 (Editoriale Corno)      | Aprile 1972                |
| Tales of Suspense 68     | Maggio 1965    | If A Man Be Mad!                               | Se un uomo impazzisce!                                    | Al Hartley                                                      | Don Heck     | Mike Esposito           | n/a           | Jack Kirby                                   | L'Incredibile Devil 53 (Editoriale Corno)      | Maggio 1972                |
| Tales of Suspense 69     | Giugno 1965    | If I Die, Let It Be With Honor!                | Se devo morire, che sia almeno con onore!                 | Stan Lee                                                        | Don Heck     | Vince Colletta          | n/a           | Jack Kirby                                   | L'Incredibile Devil 54 (Editoriale Corno)      | Maggio 1972                |
| Tales of Suspense 70     | Luglio 1965    | Fight On! For A World Is Watching!             | Combatti! Il mondo ti sta guardando!                      | Stan Lee                                                        | Don Heck     | Mike Esposito           | n/a           | Jack Kirby                                   | L'Incredibile Devil 55 (Editoriale Corno)      | Maggio 1972                |
| Tales of Suspense 71     | Agosto 1965    | What Price Victory?                            | Quale prezzo per la vittoria?                             | Stan Lee                                                        | Don Heck     | Wally Wood              | n/a           | Jack Kirby                                   | L'Incredibile Devil 56 (Editoriale Corno)      | Giugno 1972                |
| Tales of Suspense 72     | Settembre 1965 | Hoorah for the Conquering Hero!                | Urrà per il grande eroe!                                  | Stan Lee                                                        | Don Heck     | Mike Esposito           | n/a           | Jack Kirby                                   | L'Incredibile Devil 57 (Editoriale Corno)      | Giugno 1972                |
| Tales of Suspense 73     | Ottobre 1965   | My Life For Yours!                             | La mia vita per la tua!                                   | Stan Lee, Flo Steinberg (soggetto) e Roy Thomas (sceneggiatura) | Gene Colan   | Jack Abel e Sol Brodsky | Marie Severin | Gene Colan                                   | L'Incredibile Devil 58 (Editoriale Corno)      | Luglio 1972                |
| Tales of Suspense 74     | Novembre 1965  | If This Guilt Be Mine--!                       | Se la colpa fosse mia...!                                 | Stan Lee                                                        | Gene Colan   | Jack Abel               | n/a           | Jack Kirby                                   | L'Incredibile Devil 59 (Editoriale Corno)      | Luglio 1972                |
| Tales of Suspense 75     | Dicembre 1965  | The Fury Of The Freak!                         | La furia del mostro!                                      | Stan Lee                                                        | Gene Colan   | Jack Abel               | n/a           | Gene Colan                                   | L'Incredibile Devil 60 (Editoriale Corno)      | Agosto 1972                |
| Tales of Suspense 76     | Gennaio 1966   | Here Lies Hidden... The Unspeakable Ultimo!    | Qui e' nascosto... il terribile Ultimo!                   | Stan Lee                                                        | Gene Colan   | Jack Abel               | n/a           | Jack Kirby                                   | L'Incredibile Devil 61 (Editoriale Corno)      | Agosto 1972                |
| Tales of Suspense 77     | Febbraio 1966  | Ultimo Lives!                                  | Ultimo vive!                                              | Stan Lee                                                        | Gene Colan   | Jack Abel               | n/a           | Gene Colan                                   | L'Incredibile Devil 62 (Editoriale Corno)      | Settembre 1972             |
| Tales of Suspense 78     | Marzo 1966     | Crescendo!                                     | Crescendo!                                                | Stan Lee (soggetto e sceneggiatura) e Gene Colan (soggetto)     | Gene Colan   | Jack Abel               | n/a           | Jack Kirby                                   | L'Incredibile Devil 63 (Editoriale Corno)      | Settembre 1972             |
| Tales of Suspense 79     | Aprile 1966    | Disaster!                                      | Disastro!                                                 | Stan Lee (soggetto e sceneggiatura) e Gene Colan (soggetto)     | Gene Colan   | Jack Abel               | n/a           | Gene Colan                                   | L'Incredibile Devil 64 (Editoriale Corno)      | Ottobre 1972               |
| Tales of Suspense 80     | Maggio 1966    | When Fall The Mighty!                          | Quando cade il potente!                                   | Stan Lee                                                        | Gene Colan   | Jack Abel               | n/a           | Jack Kirby                                   | L'Incredibile Devil 65 (Editoriale Corno)      | Ottobre 1972               |
| Tales of Suspense 81     | Giugno 1966    | The Return Of The Titanium Man!                | Il ritorno di Titanium Man!                               | Stan Lee                                                        | Gene Colan   | Jack Abel               | n/a           | Gene Colan                                   | L'Incredibile Devil 66 (Editoriale Corno)      | Novembre 1972              |
| Tales of Suspense 82     | Luglio 1966    | By Force Of Arms!                              | Con la forza delle armi!                                  | Stan Lee                                                        | Gene Colan   | Frank Giacoia           | n/a           | Jack Kirby                                   | L'Incredibile Devil 67 (Editoriale Corno)      | Novembre 1972              |
| Tales of Suspense 83     | Agosto 1966    | Victory!                                       | Vittoria!                                                 | Stan Lee                                                        | Gene Colan   | Jack Abel               | n/a           | Gene Colan                                   | L'Incredibile Devil 68 (Editoriale Corno)      | Novembre 1972              |
| Tales of Suspense 84     | Settembre 1966 | The Other Iron Man!                            | L'altro Iron Man                                          | Stan Lee                                                        | Gene Colan   | Frank Giacoia           | n/a           | Jack Kirby                                   | L'Incredibile Devil 73 (Editoriale Corno)      | Febbraio 1973              |
| Tales of Suspense 85     | Ottobre 1966   | Into The Jaws Of Death                         | Nelle fauci della morte                                   | Stan Lee                                                        | Gene Colan   | Frank Giacoia           | n/a           | Gene Colan                                   | L'Incredibile Devil 74 (Editoriale Corno)      | Febbraio 1973              |
| Tales of Suspense 86     | Novembre 1966  | Death Duel For The Life Of Happy Hogan!        | Duello mortale per la vita di Happy Hogan                 | Stan Lee                                                        | Gene Colan   | Frank Giacoia           | n/a           | Jack Kirby                                   | L'Incredibile Devil 75 (Editoriale Corno)      | Marzo 1973                 |
| Tales of Suspense 87     | Dicembre 1966  | Crisis -- At The Earth's Core!                 | Crisi al centro della terra!                              | Stan Lee                                                        | Gene Colan   | Frank Giacoia           | n/a           | Gene Colan                                   | L'Incredibile Devil 75 (Editoriale Corno)      | Marzo 1973                 |
| Tales of Suspense 88     | Gennaio 1967   | Beyond All Rescue!                             | Salvataggio impossibile!                                  | Stan Lee                                                        | Gene Colan   | Frank Giacoia           | n/a           | Gil Kane                                     | L'Incredibile Devil 76 (Editoriale Corno)      | Marzo 1973                 |
| Tales of Suspense 89     | Febbraio 1967  | The Monstrous Menace Of The Mysterious Melter! | La mostruosa minaccia del misterioso Melter!              | Stan Lee                                                        | Gene Colan   | Frank Giacoia           | n/a           | Gene Colan                                   | L'Incredibile Devil 77 (Editoriale Corno)      | Aprile 1973                |
| Tales of Suspense 90     | Marzo 1967     | The Golden Ghost!                              | Il Fantasma Dorato!                                       | Stan Lee                                                        | Gene Colan   | Frank Giacoia           | n/a           | Gil Kane                                     | L'Incredibile Devil 78-79 (Editoriale Corno)   | Maggio 1973                |
| Tales of Suspense 91     | Aprile 1967    | The Uncanny Challenge Of The Crusher!          | L'incredibile sfida del Frantumatore!                     | Stan Lee                                                        | Gene Colan   | Frank Giacoia           | n/a           | Gene Colan                                   | L'Incredibile Devil 78-79 (Editoriale Corno)   | Maggio 1973                |
| Tales of Suspense 92     | Maggio 1967    | Within The Vastness Of Viet Nam!               | Nella vastità del Vietnam!                                | Stan Lee                                                        | Gene Colan   | Frank Giacoia           | n/a           | Jack Kirby                                   | L'Incredibile Devil 80 (Editoriale Corno)      | Maggio 1973                |
| Tales of Suspense 93     | Giugno 1967    | The Golden Gladiator And The Giant!            | Il Gladiatore Dorato e... il Gigante!                     | Stan Lee                                                        | Gene Colan   | Frank Giacoia           | n/a           | Gene Colan                                   | L'Incredibile Devil 81 (Editoriale Corno)      | Giugno 1973                |
| Tales of Suspense 94     | Giugno 1967    | The Tragedy And The Triumph!                   | La tragedia e il trionfo!                                 | Stan Lee                                                        | Gene Colan   | Dan Adkins              | n/a           | Jack Kirby                                   | L'Incredibile Devil 81 (Editoriale Corno)      | Giugno 1973                |
| Tales of Suspense 95     | Agosto 1967    | If A Man Be Stone!                             | Quando un uomo diventa pietra!                            | Stan Lee                                                        | Gene Colan   | Frank Giacoia           | n/a           | Gene Colan                                   | L'Incredibile Devil 82 (Editoriale Corno)      | Giugno 1973                |
| Tales of Suspense 96     | Agosto 1967    | The Deadly Victory!                            | La letale vittoria!                                       | Stan Lee                                                        | Gene Colan   | Frank Giacoia           | n/a           | Jack Kirby                                   | L'Incredibile Devil 83 (Editoriale Corno)      | Luglio 1973                |
| Tales of Suspense 97     | Ottobre 1967   | The Coming Of... Whiplash!                     | L'arrivo di... whiplash!                                  | Stan Lee                                                        | Gene Colan   | Frank Giacoia           | n/a           | Gene Colan                                   | L'Incredibile Devil 84 (Editoriale Corno)      | Luglio 1973                |
| Tales of Suspense 98     | Novembre 1967  | The Warrior And The Whip!                      | Il guerriero e la frusta!                                 | Stan Lee                                                        | Gene Colan   | Frank Giacoia           | n/a           | Jack Kirby                                   | L'Incredibile Devil 85 (Editoriale Corno)      | Agosto 1973                |
| Tales of Suspense 99     | Novembre 1967  | At The Mercy Of The Maggia                     | Alla mercé del Maggia                                     | Archie Goodwin                                                  | Gene Colan   | Johnny Craig            | n/a           | Gene Colan                                   | L'Incredibile Devil 85 (Editoriale Corno)      | Agosto 1973                |
| Iron Man and Sub Mariner | Gennaio 1968   | The Torrent Without -- the Tumult Within!      | Il torrente dentro... il tumulto fuori!                   | Archie Goodwin                                                  | Gene Colan   | Johnny Craig            | n/a           | Gene Colan                                   | Marvel Collection 17 (Panini Comics)           | Novembre 2011              |
| Iron Man 1               | Febbraio 1968  | Alone Against A.I.M.!                          | Solo contro l'A.I.M.                                      | Archie Goodwin                                                  | Gene Colan   | Johnny Craig            | n/a           | Gene Colan                                   | L'Incredibile Devil 86 (Editoriale Corno)      | Agosto 1973                |
| Iron Man 1               | Febbraio 1968  | The Origin of Iron Man                         | Origini di Iron Man                                       | Archie Goodwin                                                  | Gene Colan   | Johnny Craig            | n/a           | Gene Colan                                   | L'Incredibile Devil 86 (Editoriale Corno)      | Agosto 1973                |
| Iron Man 2               | Febbraio 1968  | The Day Of The Demolisher!                     | Il giorno del Demolitore!                                 | Archie Goodwin                                                  | Johnny Craig | Johnny Craig            | n/a           | Johnny Craig                                 | L'Incredibile Devil 87-88 (Editoriale Corno)   | Settembre 1973             |
| Iron Man 3               | Aprile 1968    | My Friend, My Foe... The Freak!                | Mio amico, mio nemico... Freak!                           | Archie Goodwin                                                  | Johnny Craig | Johnny Craig            | n/a           | Johnny Craig                                 | L'Incredibile Devil 89 (Editoriale Corno)      | Ottobre 1973               |
| Iron Man 4               | Maggio 1968    | Unconquered Is The Unicorn!                    | Imbattuto è l'Unicorno!                                   | Archie Goodwin                                                  | Johnny Craig | Johnny Craig            | n/a           | Johnny Craig                                 | L'Incredibile Devil 90 (Editoriale Corno)      | Ottobre 1973               |
| Iron Man 5               | Giugno 1968    | Frenzy In A Far-Flung Future!                  | Frenesia nel futuro!                                      | Archie Goodwin                                                  | George Tuska | Johnny Craig            | n/a           | George Tuska                                 | L'Incredibile Devil 91 (Editoriale Corno)      | Ottobre 1973               |
| Iron Man 6               | Luglio 1968    | Vengeance --- Cries The Crusher!               | Vendetta... grida il Frantumatore!                        | Archie Goodwin                                                  | George Tuska | Johnny Craig            | n/a           | George Tuska                                 | L'Incredibile Devil 92-93 (Editoriale Corno)   | Novembre 1973              |
| Iron Man 7               | Agosto 1968    | The Maggia Strikes                             | Il Maggia colpisce!                                       | Archie Goodwin                                                  | George Tuska | Johnny Craig            | n/a           | George Tuska                                 | L'Incredibile Devil 94 (Editoriale Corno)      | Dicembre 1973              |
| Iron Man 8               | Settembre 1968 | A Duel Must End!                               | Un duello che deve finire!                                | Archie Goodwin                                                  | George Tuska | Johnny Craig            | n/a           | George Tuska                                 | L'Incredibile Devil 94-95 (Editoriale Corno)   | Dicembre 1973              |
| Iron Man 9               | Ottobre 1968   | ...There Lives A Green Goliath                 | ...li' vive un Golia verde!                               | Archie Goodwin                                                  | George Tuska | Johnny Craig            | n/a           | John Romita Sr., Marie Severin, George Tuska | L'Incredibile Devil 95-96 (Editoriale Corno)   | Dicembre 1973-Gennaio 1974 |
| Iron Man 10              | Novembre 1968  | Once More... The Mandarin!                     | Ancora una volta... il Mandarino!                         | Archie Goodwin                                                  | George Tuska | Johnny Craig            | n/a           | George Tuska                                 | L'Incredibile Devil 97 (Editoriale Corno)      | Gennaio 1974               |
| Iron Man 11              | Dicembre 1968  | Unmasked!                                      | Smascherato!                                              | Archie Goodwin                                                  | George Tuska | Johnny Craig            | n/a           | George Tuska                                 | L'Incredibile Devil 98 (Editoriale Corno)      | Febbraio 1974              |
| Iron Man 12              | Gennaio 1969   | The Coming Of The Controller                   | L'arrivo del Controllore                                  | Archie Goodwin                                                  | George Tuska | Johnny Craig            | n/a           | George Tuska                                 | L'Incredibile Devil 99 (Editoriale Corno)      | Febbraio 1974              |
| Iron Man 13              | Febbraio 1969  | Captives Of The Controller                     | Prigionieri del Controllore                               | Archie Goodwin                                                  | George Tuska | Johnny Craig            | n/a           | John Romita Sr., George Tuska                | L'Incredibile Devil 100-101 (Editoriale Corno) | Marzo 1974                 |
| Iron Man 14              | Marzo 1969     | The Night Phantom Walks                        | Il fantasma della notte                                   | Archie Goodwin                                                  | Johnny Craig | Johnny Craig            | n/a           | Johnny Craig                                 | L'Incredibile Devil 102-103 (Editoriale Corno) | Aprile 1974                |
| Iron Man 15              | Aprile 1969    | Said The Unicorn To The Ghost                  | Disse l'Unicorno al Fantasma                              | Archie Goodwin                                                  | George Tuska | Johnny Craig            | n/a           | George Tuska                                 | L'Incredibile Devil 104 (Editoriale Corno)     | Maggio 1974                |
| Iron Man 16              | Maggio 1969    | Of Beasts And Men                              | Bestie e uomini                                           | Archie Goodwin                                                  | George Tuska | Johnny Craig            | n/a           | Marie Severin                                | L'Incredibile Devil 105-106 (Editoriale Corno) | Maggio 1974                |
| Iron Man 17              | Giugno 1969    | The Beginning Of The End                       | L'inizio della fine                                       | Archie Goodwin                                                  | George Tuska | Johnny Craig            | n/a           | George Tuska                                 | L'Incredibile Devil 106-107 (Editoriale Corno) | Maggio-Giugno 1974         |
| Iron Man 18              | Luglio 1969    | Even Heroes Die                                | Anche gli eroi muoiono                                    | Archie Goodwin                                                  | George Tuska | Johnny Craig            | n/a           | George Tuska                                 | L'Incredibile Devil 107-108 (Editoriale Corno) | Giugno 1974                |
| Iron Man 19              | Luglio 1969    | What Price Life?                               | A che prezzo la vita?                                     | Archie Goodwin                                                  | George Tuska | Johnny Craig            | n/a           | George Tuska                                 | L'Incredibile Devil 109 (Editoriale Corno)     | Luglio 1974                |
| Iron Man 20              | Settembre 1969 | Who Serves Lucifer?                            | Chi serve Lucifero?                                       | Archie Goodwin                                                  | George Tuska | Mike Esposito           | n/a           | George Tuska                                 | L'Incredibile Devil 110 (Editoriale Corno)     | Luglio 1974                |
| Iron Man 21              | Ottobre 1969   | The Replacement                                | Il rimpiazzo                                              | Archie Goodwin                                                  | George Tuska | Mike Esposito           | n/a           | George Tuska                                 | L'Incredibile Devil 111 (Editoriale Corno)     | Agosto 1974                |
| Iron Man 22              | Novembre 1969  | From This Conflict, Death                      | Da questo conflitto... la morte                           | Archie Goodwin                                                  | George Tuska | Mike Esposito           | n/a           | George Tuska                                 | L'Incredibile Devil 112 (Editoriale Corno)     | Agosto 1974                |
| Iron Man 23              | Dicembre 1969  | The Man Who Killed Tony Stark                  | L'uomo che uccise Tony Stark                              | Archie Goodwin                                                  | George Tuska | Mike Esposito           | n/a           | George Tuska                                 | L'Incredibile Devil 112-113 (Editoriale Corno) | Agosto-Settembre 1974      |
| Iron Man 24              | Dicembre 1969  | My Son ... The Minotaur!                       | Mio figlio... il Minotauro                                | Archie Goodwin                                                  | Johnny Craig | George Tuska            | n/a           | Marie Severin                                | L'Incredibile Devil 113-114 (Editoriale Corno) | Settembre 1974             |